# سيتيجليو
سيتيجليو هي بلدية في مقاطعة فريزة في منطقة لومبارديا الإيطالية ، وتقع على بعد حوالي 60 كيلومترا (37ميلا) شمال غرب ميلانو وحوالي 15 كيلومترا (9ميل) شمال غرب فاريزي. اعتبارا من 31 ديسمبر 2004 ، كان عدد سكانها 3817 نسمة ومساحتها 11.5 كيلومتر مربع (4.4 ميل مربع) . تعرف المدينة بأنها مسقط رأس ألفريدو بيندا ، وهو متسابق دراجات عالمي المستوى في عشرينيات وثلاثينيات القرن الماضي.
تحد سيتيجليو البلديات التالية: برينتا ، كارافيت ، كاستلفيكانا ، جيمونيو ، لافينو مومبيلو.
يقام هنا سنويا حدث النخبة للسيدات المحترفات لسباق الدراجات على الطرق.

## المدن المتشابهه - المدن الشقيقة
سيتيجليو متشابهه مع
- كاميروتا ، إيطاليا

## روابط خارجية
- www.comune.cittiglio.va.it/